# Pierre Vaultier
Pierre Vaultier (n. 24 iunie 1987, Briançon, Provence-Alpes-Côte d'Azur, Franța) este un sportiv ce a reprezentat Franța, medaliat olimpic. A participat la 4 ediții ale Jocurilor Olimpice (2006, 2010, 2014, 2018) în care a câștigat o medalie de aur.